# Jeunesse et Sport
Pour sport français, voir Organisation du sport en France.
 (mars 2025).
Si vous disposez d'ouvrages ou d'articles de référence ou si vous connaissez des sites web de qualité traitant du thème abordé ici, merci de compléter l'article en donnant les références utiles à sa vérifiabilité et en les liant à la section « Notes et références ».

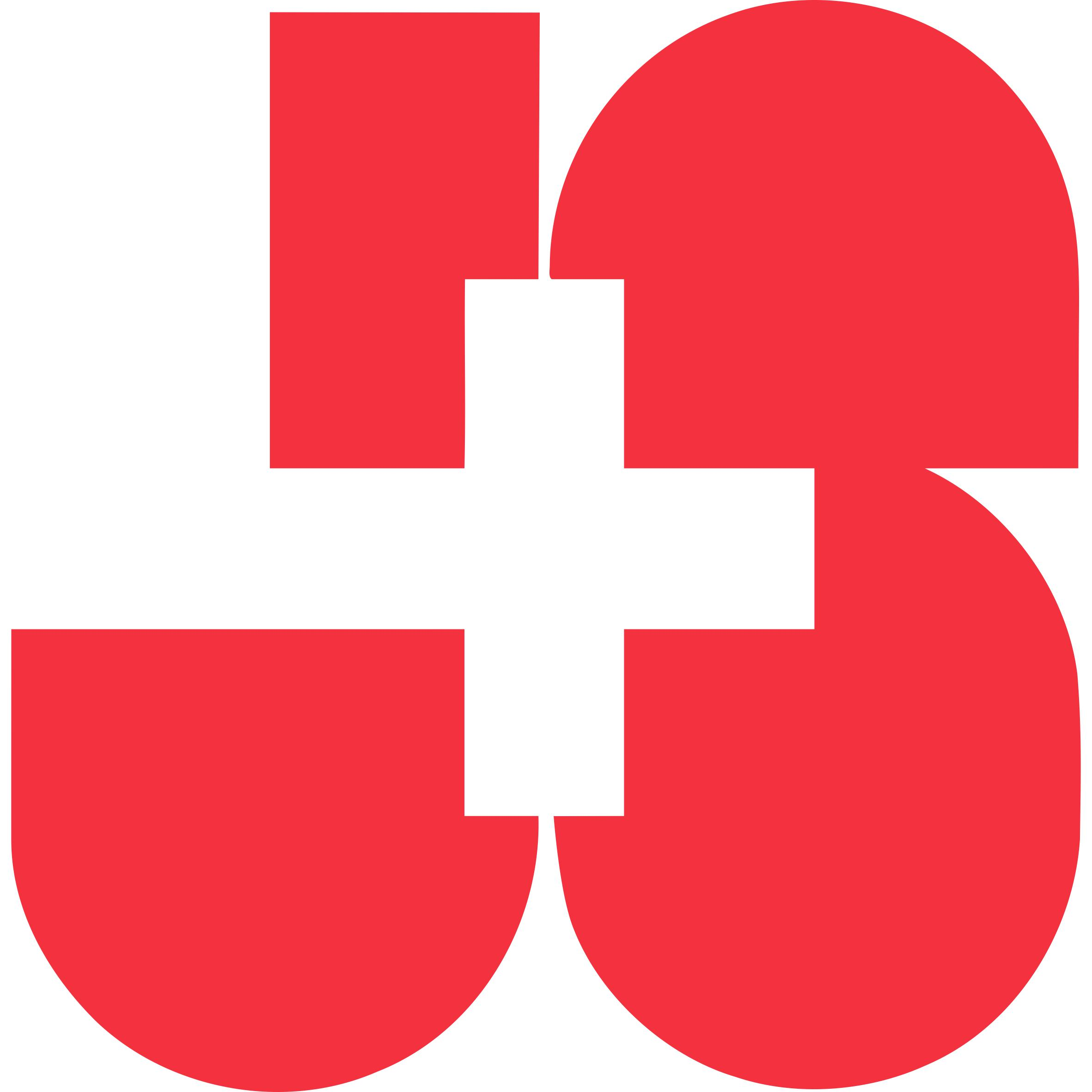
Logo J+S

Jeunesse+Sport (J+S) est un programme suisse d'encouragement du sport destiné aux enfants et aux jeunes. La Confédération octroie dans ce but des subventions aux organisateurs de cours et de camps de sport, dans la mesure où ceux-ci remplissent les exigences légales de J+S. Elle assume la responsabilité du programme et travaille avec les cantons dans le cadre de son exécution. Conformément aux dispositions légales, plus de 80 000 cours et camps sont organisés chaque année grâce aux subventions fédérales (état en 2021).
La formation et la formation continue des moniteurs J+S est un objectif prioritaire du programme et les fédérations sportives nationales collaborent à sa réalisation. L'Office fédéral du sport définit les structures de la formation pour chaque sport J+S, conçoit les bases didactiques et formule des principes de base pour les domaines de la sécurité, de la prévention et de l'intégration. Dans ce contexte, l'Office fédéral du sport développe les médias didactiques nécessaires, garantissant ainsi une formation et une formation continue harmonisées et de grande qualité.  Plus de 75 000 monitrices et moniteurs et près de 3 500 expertes et experts participent chaque année aux cours de formation et aux modules de perfectionnement J+S (état en 2021).
Les moniteurs ont légalement droit, jusqu'à l'âge de 30 ans révolus, à un congé non payé représentant au plus une semaine de travail pour se livrer bénévolement à des activités de jeunesse extra-scolaires en exerçant des fonctions de direction, d'encadrement ou de conseil. Ce congé-jeunesse est également valable pour les activités de ce type exercées hors J+S.

## Historique
J+S est l'organisation qui a succédé à l'instruction militaire préparatoire. Elle a été mise en place en 1972 à la suite de l'approbation par le peuple de l'article constitutionnel sur la gymnastique et les sports. Contrairement à l'instruction militaire préparatoire, conçue pour les jeunes hommes dès 16 ans afin de les rendre aptes au service militaire, J+S n'a pas de vocation militaire. D'emblée, l'organisation a été ouverte aux garçons et aux filles dès l'âge de 14 ans. L'âge minimum pour participer à J+S a été ramené progressivement à 10 ans, de sorte qu'aujourd'hui, toutes les écoles peuvent recourir aux offres de Jeunesse+Sport. En 2009, afin de lutter contre le phénomène croissant de la surcharge pondérale chez les enfants, la Confédération a créé le programme J+S-Kids (renommé depuis Sport des enfants J+S) pour les enfants d'âge préscolaire à partir de 5 ans. Ainsi, la plupart des écoles et des clubs sportifs suisses peuvent désormais proposer des offres J+S. La Confédération soutient à hauteur de quelque 114 millions de francs par an les activités sportives pratiquées dans le cadre de J+S. Celles-ci concernent 85 sports.

## Buts de J+S
«Jeunesse et sport» (J+S) a pour buts :
- de concevoir et d'encourager un sport adapté aux enfants et aux jeunes en tenant compte des principes de l'éthique et de la sécurité dans le sport ;
- de permettre aux enfants et aux jeunes de vivre pleinement le sport et de participer à la mise en place des activités sportives tout en favorisant leur intégration dans une communauté sportive ;
- de contribuer au développement et à l'épanouissement des jeunes d'un point de vue pédagogique et en termes d'intégration sociale et de santé ;
- de préparer les moniteurs de sport à leurs tâches de cadres J+S en leur offrant une formation spécifique, une formation continue adaptée à leurs besoins et un suivi dans l'exercice de leur fonction.

La pratique d'un sport adapté à leur âge permet aux enfants et aux jeunes de se développer et constitue la base d'une pratique sportive tout au long de la vie. Pour J+S, il est essentiel que les enfants et les jeunes acquièrent le goût du sport et de l'activité physique et qu'ils deviennent petit à petit capables d'assumer des responsabilités à tous les niveaux. Dans l'idéal, un enfant qui fait du sport devrait rester sportif à l'adolescence et devenir moniteur J+S pour commencer à encadrer plus jeunes que lui. Après avoir acquis de l'expérience dans cette fonction, il devrait devenir coach J+S et soutenir ses pairs, ou devenir expert J+S et participer à la formation des moniteurs
A des fins d'intégration sociale ou de santé publique, pour réaliser l'égalité entre les sexes ou pour assurer la promotion du programme J+S, l'Office fédéral du sport peut prendre des mesures encourageant des groupes spécifiques d'enfants et de jeunes à pratiquer certains sports J+S, ou propres à promouvoir J+S auprès de ces groupes (bases légales).

## Chiffres 2021
- Près de 85 sports et disciplines
- Près de 3 500 cours de formation et modules de formation continue par an
- Près de 3 500 experts en activité
- Près de 9 500 coachs en activité
- Près de 80 000 moniteurs en activité
- Plus de 80 000 cours et camps par année
- Avec 227 000 enfants et 410 000 jeunes comptabilisant 1 million de participations[3]